# Somodor
Somodor là một thị trấn thuộc hạt Somogy, Hungary. Thị trấn này có diện tích 19,91 km², dân số năm 2010 là 429 người, mật độ 22 người/km².